# Вівчарюк Дмитро Анатолійович
Дмитро Анатолійович Вівчарюк (нар. 28 вересня 1989, Київ) — український актор театру та кіно.

## Життєпис
Народився 28 вересня 1989 року в Києві.
Закінчив школу номер 105 міста Києва.
Закінчив Київське обласне училище культури та мистецтв (спеціальність «Диригент-хоровик, викладач фахових дисциплін») та Київський національний університет театру, кіно і телебачення ім. І.К. Карпенко-Карого (спеціальність «Актор драматичного театру і кіно», курс Валентини Зимньої) в 2013 році.
Одружений. Дружина — Ольга Вівчарюк. Має двох синів: Захар (нар. 2014) та Любомир (нар. 2018).

### Творчість
З 2009 по 2014 роки працював артистом муніципального чоловічого хору духовної пісні «Благовіст» (м. Ірпінь). Був залучений у виставах «Янгольська комедія» Л. Хохлова, «Принцеса Лебідь» І. Пелюка, О. Харченка, «Людина і вічність» А. Курейчика Київського академічного молодого театру.
З 2012-го — у Київському Молодому театрі.
З 2014 по 2023 роки — соліст-вокаліст у Київському Національному Академічному театрі оперети.
З 2018 співпрацює з «Диким театром».

## Фільмографія
| Рік       |   | Українська назва                      | Оригінальна назва | Роль                               |
| --------- | - | ------------------------------------- | ----------------- | ---------------------------------- |
| 2010      | ф | Маршрут милосердя                     |                   | Андрій, хуліган (90 серія)         |
| 2011      | ф | Собачий вальс                         |                   |                                    |
| 2012      | ф | Бібліотечний кур'єр                   |                   | кур'єр                             |
| 2012      | ф | Військовий госпіталь                  |                   | Тополя                             |
| 2012      | ф | Єфросинья                             |                   | агент з продажу                    |
| 2012—2016 | с | Віталька                              |                   | Євген, трансвестит                 |
| 2013      | ф | Обійми                                |                   | Андрій                             |
| 2013      | ф | Онлайн                                |                   |                                    |
| 2014      | ф | Повернення Мухтара-9                  |                   | Агафонов                           |
| 2014      | ф | Особиста справа                       |                   | Ігор Звонарьов, наркоман           |
| 2014      | ф | Брат за брата-3                       |                   | Доронін, злодій                    |
| 2015      | ф | За законами воєнного часу             |                   | черговий у прокуратурі             |
| 2015      | ф | Маслюки                               |                   |                                    |
| 2015      | ф | Відділ 44                             |                   | Шура                               |
| 2015      | ф | Володимирська, 15                     |                   | Муха                               |
| 2016      | ф | Онлайн 5.0                            |                   |                                    |
| 2016      | ф | На лінії життя                        |                   | Петро Тополін                      |
| 2016      | ф | День Незалежності. Василь Стус        |                   |                                    |
| 2016      | ф | Ментівські війни. Київ                |                   | Фільм 5                            |
| 2016      | ф | Поганий добрий коп                    |                   | Валерій Семенов, псих              |
| 2016      | ф | Громадянин Ніхто                      |                   | Кріпиш                             |
| 2016      | ф | Мереживо долі                         |                   |                                    |
| 2017      | ф | Лікар Ковальчук                       |                   | Степан                             |
| 2017      | ф | Що робить твоя дружина?               |                   | перехожий                          |
| 2017      | ф | Той, хто не спить                     |                   | Павло                              |
| 2017      | ф | Свєтка                                |                   | продавець                          |
| 2017      | ф | Знай наших                            |                   | [ 1 ]                              |
| 2018      | ф | Юрчишини                              |                   |                                    |
| 2018      | ф | Здамо будиночок біля моря             |                   | постоялець                         |
| 2018      | ф | Дружина за обміном                    |                   | злодюжка                           |
| 2018      | ф | Втікачка                              |                   | викрадач                           |
| 2018      | ф | Будиночок на щастя                    |                   |                                    |
| 2018      | ф | Опер за викликом                      |                   |                                    |
| 2019      | ф | Дівчинка на кулі                      |                   |                                    |
| 2019      | ф | Халепа на 5 baksiv                    |                   | Лютий                              |
| 2019      | ф | Веронські скарби                      |                   |                                    |
| 2019      | ф | Колишні                               |                   |                                    |
| 2019      | ф | Таємниці                              |                   | автослюсар                         |
| 2019      | ф | Брати по крові                        |                   | Сергій Селезньов                   |
| 2019      | ф | Не жіноча робота                      |                   |                                    |
| 2020      | ф | Прибулець                             |                   | Семен, дільничний                  |
| 2020      | ф | Козаки. Абсолютно брехлива історія    |                   | Царько                             |
| 2020      | ф | Мавки                                 |                   |                                    |
| 2020      | ф | Рідня                                 |                   |                                    |
| 2020      | ф | Розтин покаже-2                       |                   |                                    |
| 2020      | ф | Крилосов                              |                   | Петро                              |
| 2020      | ф | СидОренки-СидорЕнки. Ремонт стосунків |                   | [ 2 ]                              |
| 2021      | ф | Зірки за обміном                      |                   |                                    |
| 2021      | ф | Ангели 2                              |                   | лейтенант Антон «Торч» Торчинський |
| 2021      | ф | Вірити                                |                   | Петро                              |
| 2021      | ф | Юрчишини 2                            |                   |                                    |
| 2021      | ф | Фіма                                  |                   | Вова                               |
| 2021      | ф | Папаньки 3                            |                   |                                    |
| 2022      | ф | Чарівник великого міста               |                   |                                    |
|           | ф | Полкан                                |                   | Коваленко                          |
| 2023      | ф | Довбуш                                |                   | Забо                               |
| 2023      | с | Встигнути до 30                       |                   | Фіма                               |

## Роботи у театрі
Київський національний академічний Молодий театр
- 2012 «Кураж», полковник;
- 2013 «Янгольська комедія» - Тінь;
- 2013 «Принцеса лебідь» - Ротбарт.

Антреприза
- «Мамаша кураж і її діти» — полковник.
- «Дон Жуан» — Ліпорелло
- «Кицюня» — Дейві
- «Як витратити мільйон, якого немає» — Гарік
- «Холостяки та холостячки» — Знайд

Театр «Кріт»
- «Звірі», Кіт (реж. Андрій Критенко)

Київський національний академічний театр оперети
- «Амадеус» — Моцарт
- «Скрипаль на даху» — Мотл
- «Цілуй мене Кет» — Ганстер
- «Буратіно» — Буратіно
- «Графиня Маріца» — Птючка
- «В джазі тільки дівчата» — Музичний продюсер
- «Маруся Чурай» — Писар
- «Біла Ворона» — Д'явол
- «Під Небом синім» — Грем
- «Звуки музики» — Макс Детвайлер
- «За двома зайцями» — голос Голохвастого

Дикий Театр
- 2018 — «Кицюня», режисер Максим Голенко — Дейві;
- 2020 — «Механічний апельсин», режисер Максим Голенко — Піт/Мент/Зек.

## Відзнаки
- Дипломант V обласного огляду-конкурсу камерної вокальної музики ім. І. С. Козловського у номінації «Солісти» (2008 р.).
- Переможець (Гран-прі) V Всеукраїнського конкурсу професійних читців імені Івана Франка (2012 р.).
- Переможець фестивалю «Молоді таланти України!» у номінації «Молодіжний вокал» (2012 р.).